# Now Pūshān
Now Pūshān (persiska: نو پوشان, Now Pāshān) är en ort i Iran.   Den ligger i provinsen Gilan, i den nordvästra delen av landet, 270 km nordväst om huvudstaden Teheran. Antalet invånare är 275.
Terrängen runt Now Pūshān är platt. Runt Now Pūshān är det tätbefolkat, med 493 invånare per kvadratkilometer. Närmaste större samhälle är Bandar-e Anzalī, 18,8 km öster om Now Pūshān. Trakten runt Now Pūshān består till största delen av jordbruksmark.